# الیز مرکور
الیز مرکور یا الیز مرکور واگنر (انگلیسی: Elise Mercur; ۳۰ نوامبر ۱۸۶۴ – ۲۷ مارس ۱۹۴۷) معمار اهل ایالات متحده آمریکا بود. وی بین سال‌های ۱۸۹۰ تا ۱۹۰۵ میلادی فعالیت می‌کرد. او اولین معمار زن پیتسبرگ بود. او در خانواده ای سرشناس بزرگ شد و در خارج از کشور در فرانسه و آلمان تحصیل کرد و سپس به عنوان معمار در آکادمی هنرهای زیبای پنسیلوانیا تحصیلات خود را به پایان رساند. اولین طراحی برای نمایشگاه بین‌المللی آتلانتا در سال ۱۸۹۴ توسط او سرپرستی شد در حالی که او شاگرد توماس بوید بود.
این اولین بار بود که یک زن سرپرستی یک پروژه معماری در جنوب را بر عهده داشت. پس از اتمام دوره کارآموزی شش ساله، او شرکت خود را در سال ۱۸۹۶ افتتاح کرد و بر طراحی خانه‌های خصوصی و ساختمان‌های عمومی مانند کلیساها، بیمارستان‌ها، مدارس و ساختمان‌ها برای سازمان‌هایی مانند YMCA / YWCA تمرکز کرد.
مرکور یک سخنران محبوب بود و نه تنها طراحی، بلکه بر ساخت پروژه‌هایی نیز نظارت داشت. در سال ۱۸۹۷، او بیمارستان دولتی مایویو را برای کودکان در بریج ویل، پنسیلوانیا طراحی کرد و طراحی ساختمان زنان واشینگتن که به رهبری پیمانکار کلارا مید در سال ۱۸۹۸ تکمیل شد حضور داشت. قبل از بازنشستگی در سال ۱۹۰۵، مرکور بیش از دوازده پروژه را طراحی کرد که بسیاری از آنها از آن زمان تخریب شده‌اند. کلیسای اسقفی سنت پل (۱۸۹۶) در خیابان سنتر ۲۶۰۱ در منطقه هیل پیتسبورگ، طراحی شده توسط مرکور، توسط بنیاد تاریخ و آثار تاریخی پیتسبورگ به عنوان یک نقطه عطف تاریخ معماری شناخته شد.

## زندگی
الیز مرکور در ۳۰ نوامبر ۱۸۶۴ در توواندا، شهرستان برادفورد، پنسیلوانیا زاده شد. آنا هابارد (با نام خانوادگی Jewett) (1832-1901) مادر و ماهلون کلارک مرکور (۱۹۱۶–۱۹۰۵) پدر او بود.    مادرش شاعری اهل بولتون، ماساچوست،  و پدرش، از شهرستان برادفورد، یک بانکدار، تاجر و مشاور برجسته پیتسبورگ بود. 
او پنج خواهر و برادر به نام‌های رابرت جئوت (۱۸۵۴–۱۹۲۹)، هلن (۱۸۵۴–۱۹۲۹)، آنی ای، ویلیام اچ، و هیرام (۱۸۶۱–۱۹۱۸) و یک برادر ناتنی به نام ماهلون، از ازدواج اول پدرش داشت.   او خواهرزاده اولیس مرکور، رئیس قاضی دادگاه عالی پنسیلوانیا (۱۸۸۳–۱۸۸۸) بود.  مرکور در فرانسه و در اشتوتگارت آلمان تحصیل کرد و در آنجا هنر، ریاضیات، زبان و موسیقی خواند و به زبان‌های فرانسوی و آلمانی مسلط شد.   او سپس به ایالات متحده بازگشت و در آنجا به مدت سه سال در آکادمی هنرهای زیبای پنسیلوانیا طراحی خواند.  

## حرفه
در سال ۱۸۹۰، مرکور به عنوان یک تصویرگر فنی شروع به کار کرد و ظرف یک سال به عنوان سرکارگر ساختمانی در دفتر معمار برجسته پیتسبورگ، توماس بوید در پیتسبورگ ارتقا یافت.    در سال ۱۸۹۴، او با ۱۳ معمار زن دیگر در طراحی ساختمانی برای نمایشگاه بین‌المللی که در آتلانتا برگزار می‌شود، رقابت کرد و به اتفاق آرا، جایزه ۱۰۰ دلاری به او اعطا شد.    پس از اتمام دوره کارآموزی شش ساله با بوید، او دفتر معماری خود را در سال ۱۸۹۶ در ساختمان پیتسبورگ وستینگهاوس افتتاح کرد. در آنجا به او مأموریت داده شد تا خانه‌هایی را در سراسر پنسیلوانیا غربی طراحی کند.   در آن سال، او یکی از اعضای مؤسس باشگاه معماری پیتسبورگ در باشگاه قرن بیستم لنزدان شد و به عنوان اولین خزانه دار سازمان خدمت کرد.  او همچنین یک سخنران محبوب بود که در مورد طیف وسیعی از موضوعات معماری، از جمله فرآیندهای ساخت و ساز، سرویس بهداشتی، و تهویه، در باشگاه‌ها و امکانات آموزشی مختلف مانند دانشکده معماری مؤسسه پرات در بروکلین سخنرانی می‌کرد.   
مرکور که اساساً مأمور طراحی ساختمان‌های عمومی و خانه‌های شخصی بود، نقشه‌های معماری خود را در نسخه یکشنبه پیتسبورگ پست منتشر می‌کرد.   در سال ۱۸۹۷، او توسط شهر پیتسبورگ استخدام شد تا برنامه‌ها و مشخصاتی را برای وزارت امور خیریه برای طراحی ساختمان کودکان در خانه و بیمارستان شهر، مارشالسی ایجاد کند.  در آن سال، او همچنین برای اضافه کردن یک شاخه جدید به مرکز آموزشی زنان واشینگتن در خیابان لینکلن در واشینگتن، پنسیلوانیا استخدام شد.   در سال ۱۸۹۸، مرکور دفتر خود را به ساختمان تایمز در خیابان چهارم در پیتسبورگ منتقل کرد،  جایی که او سه طراح را برای کمک به کار خود استخدام کرد.  در اول اکتبر با کارل رودلف واگنر (۱۸۷۲–۱۹۴۹)، یک مهاجر آلمانی که در اکونومی، پنسیلوانیا زندگی می‌کرد، ازدواج کرد.  
مرکور درمورد تصمیم خود برای کار در رشته معماری مردسالار در مصاحبه ای با دنیای نیویورک گفت که پس از اینکه پدرش ثروت خود را از دست داد و درگذشت، او نمی‌خواست به خانواده خود وابسته باشد. او همچنین بیان کرد که همان حقوقی را که معماران مرد برای کار خود دریافت می‌کردند، مطالبه کرده و به او پرداخت می‌شد.  شماره آوریل 1898 Home Monthly توجه او به جزئیات را ستود و به عادت او به زندگی در نزدیکی محل ساخت و ساز اشاره کرد تا اطمینان حاصل کند که می‌تواند به درستی بر پروژه ساختمان نظارت کند. 